# Dallol
Dallol es un cráter volcánico o maar en la depresión de Danakil, al noreste de la cordillera Erta Ale en Etiopía. Se formó por la intrusión de magma basáltico en los depósitos de sal del Mioceno y la actividad hidrotermal posterior. Las erupciones freáticas ocurrieron en 1926, formando el volcán Dallol, mientras que otros cráteres de erupción salpican los salares cercanos. Estos cráteres son los respiraderos volcánicos subaéreos más bajos del mundo, a 45 metros por debajo del nivel del mar.
Numerosas fuentes termales están descargando salmuera y líquidos ácidos en esta zona.
El término Dallol fue acuñado por los afar y significa disolución o desintegración, describiendo un paisaje formado por estanques verdes y ácidos (pH<1), óxido de hierro, azufre y llanuras de sal. La zona recuerda a las fuentes termales del parque de Yellowstone.

## Geografía

### Clima
Dallol es un pueblo fantasma en el cráter Dallol. Dallol tiene una versión extrema de clima caliente del desierto (Clasificación climática de Köppen BWh) típica del desierto de Danakil. Dallol es el lugar más caliente durante todo el año en el planeta y en la actualidad mantiene la temperatura máxima promedio récord para un lugar habitado en la Tierra, donde se registró una temperatura media anual de 34,6 °C (94,3 °F) entre los años 1960 y 1966. La temperatura máxima media anual es de 41 °C (105 °F) y el mes más caliente tiene un promedio de temperatura máxima de 46,7 °C (116,1 °F). Además de ser todo el año extremadamente caliente, el clima de las tierras bajas de la depresión de Danakil es también extremadamente seco e hiperárido en términos de días de lluvia promedio anual, ya que solo tiene unos pocos días récord de precipitación mensurable. El clima caliente del desierto de Dallol es particularmente debido a la proximidad con el ecuador y el mar Rojo. Esto genera una muy baja estacionalidad, el constante calor extremo y el poco eficiente enfriamiento nocturno.
| Parámetros climáticos promedio de Dallol                                                  | Parámetros climáticos promedio de Dallol | Parámetros climáticos promedio de Dallol | Parámetros climáticos promedio de Dallol | Parámetros climáticos promedio de Dallol | Parámetros climáticos promedio de Dallol | Parámetros climáticos promedio de Dallol | Parámetros climáticos promedio de Dallol | Parámetros climáticos promedio de Dallol | Parámetros climáticos promedio de Dallol | Parámetros climáticos promedio de Dallol | Parámetros climáticos promedio de Dallol | Parámetros climáticos promedio de Dallol | Parámetros climáticos promedio de Dallol |
| Mes                                                                                       | Ene.                                     | Feb.                                     | Mar.                                     | Abr.                                     | May.                                     | Jun.                                     | Jul.                                     | Ago.                                     | Sep.                                     | Oct.                                     | Nov.                                     | Dic.                                     | Anual                                    |
| ----------------------------------------------------------------------------------------- | ---------------------------------------- | ---------------------------------------- | ---------------------------------------- | ---------------------------------------- | ---------------------------------------- | ---------------------------------------- | ---------------------------------------- | ---------------------------------------- | ---------------------------------------- | ---------------------------------------- | ---------------------------------------- | ---------------------------------------- | ---------------------------------------- |
| Temp. máx. abs. (°C)                                                                      | 40                                       | 41                                       | 44                                       | 46                                       | 48                                       | 50                                       | 48                                       | 47                                       | 46                                       | 45                                       | 44                                       | 41                                       | 50                                       |
| Temp. máx. media (°C)                                                                     | 36.1                                     | 36.1                                     | 38.9                                     | 40.6                                     | 44.4                                     | 46.7                                     | 45.6                                     | 45.0                                     | 42.8                                     | 41.7                                     | 39.4                                     | 36.7                                     | 41.2                                     |
| Temp. media (°C)                                                                          | 30.3                                     | 30.5                                     | 32.5                                     | 33.9                                     | 36.4                                     | 38.6                                     | 38.7                                     | 37.6                                     | 37.3                                     | 35.6                                     | 33.2                                     | 30.8                                     | 34.6                                     |
| Temp. mín. media (°C)                                                                     | 27.5                                     | 26.8                                     | 27.3                                     | 27.1                                     | 28.5                                     | 30.4                                     | 33.2                                     | 35.4                                     | 33.5                                     | 29.6                                     | 29.1                                     | 28.5                                     | 29.7                                     |
| Temp. mín. abs. (°C)                                                                      | 24.6                                     | 24.6                                     | 25.4                                     | 26.1                                     | 27.4                                     | 28.7                                     | 29.3                                     | 29.5                                     | 30                                       | 27                                       | 26                                       | 24.8                                     | 24.6                                     |
| Fuente: AccuWeather.com(http://www.accuweather.com/en/et/dalol/126842/may-weather/126842) |                                          |                                          |                                          |                                          |                                          |                                          |                                          |                                          |                                          |                                          |                                          |                                          |                                          |

## Galería

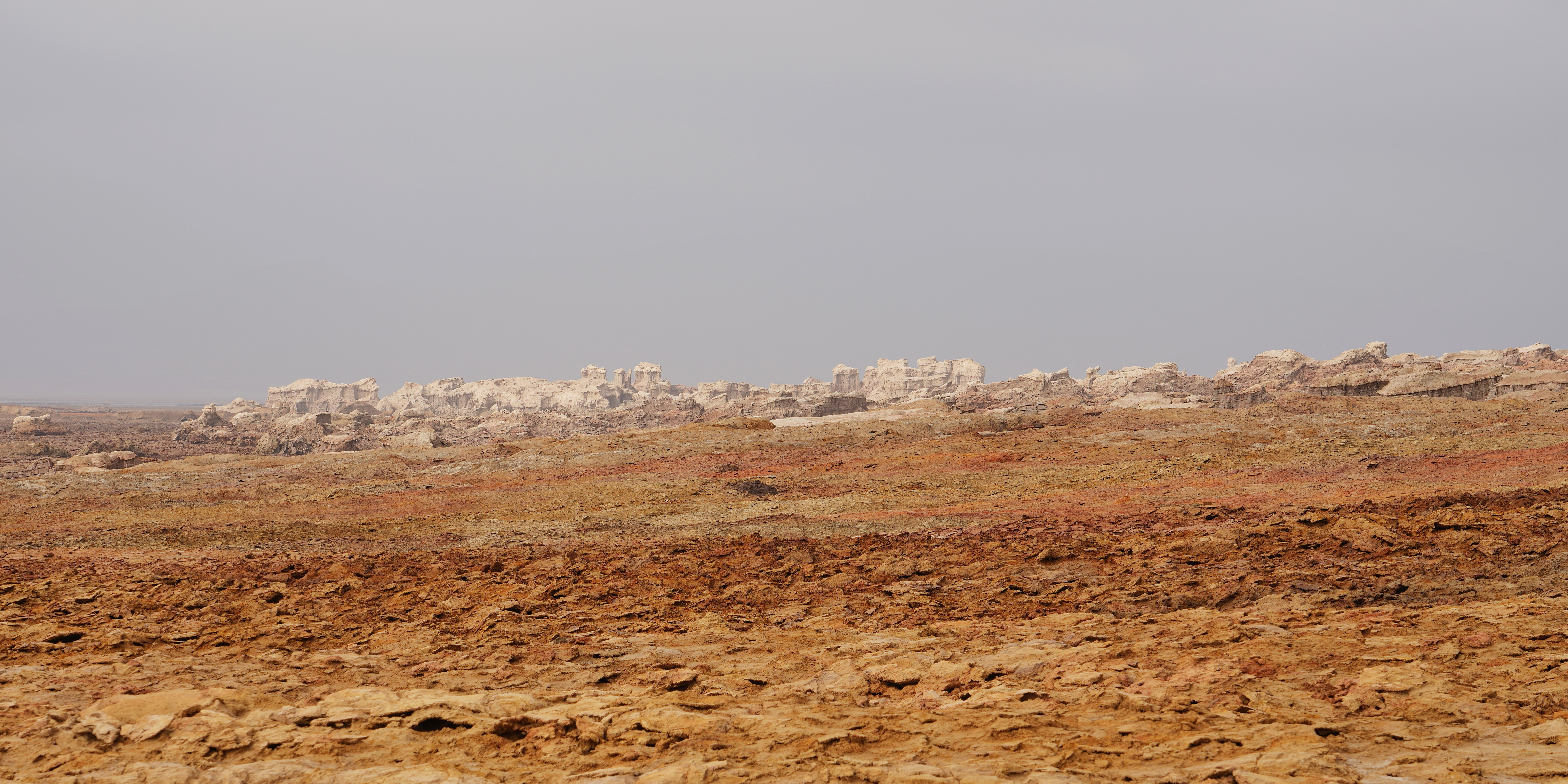
El desierto de Danakil visto desde Dallol.
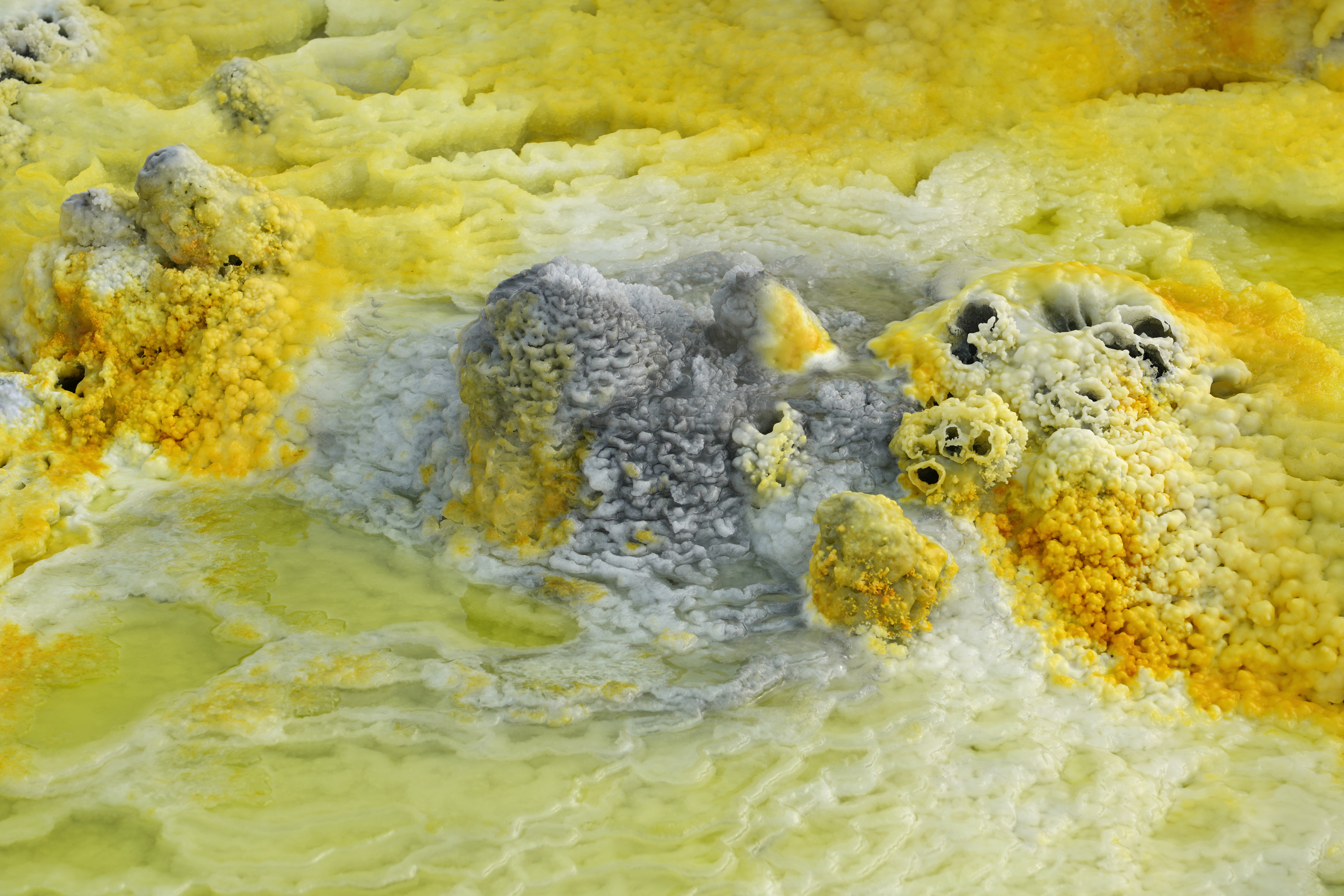
Formaciones de sal y azufre en Dallol.